# Сендвік (Шетландські острови)
Сендвік (англ. Sandwick) — село на острові Мейнленд, Шетландських островів, Шотландії.

## Географія
Сендвік розташований на південному сході острова Мейнленд, за 24 км на південь від міста Лервік, адміністративного центру Шетландських островів.

## Назва
Сендвік у старонорвезькій мові означає «піщана бухта».

## Клімат
У Сендвіку помірно теплий морський клімат з прохолодним літом та м'якою зимою. Середня річна температура становить 7.2 °C. Середня кількість опадів у рік становить 1146 мм. Найпосушливішим місяцем є травень, з  56 мм опадів. Найбільше опадів випадає у грудні — 137 мм.
| Кліматограма Сендвіка                                                                           | Кліматограма Сендвіка | Кліматограма Сендвіка | Кліматограма Сендвіка | Кліматограма Сендвіка | Кліматограма Сендвіка | Кліматограма Сендвіка | Кліматограма Сендвіка | Кліматограма Сендвіка | Кліматограма Сендвіка | Кліматограма Сендвіка | Кліматограма Сендвіка |
| ----------------------------------------------------------------------------------------------- | --------------------- | --------------------- | --------------------- | --------------------- | --------------------- | --------------------- | --------------------- | --------------------- | --------------------- | --------------------- | --------------------- |
| С                                                                                               | Л                     | Б                     | К                     | Т                     | Ч                     | Л                     | С                     | В                     | Ж                     | Л                     | Г                     |
| 124 6 2                                                                                         | 96 5 1                | 101 6 2               | 69 8 3                | 56 10 5               | 59 13 8               | 63 14 9               | 76 14 10              | 108 13 8              | 124 11 6              | 133 8 3               | 137 6 2               |
| Середня макс. і мін. температури повітря (°C) Атмосферні опади (мм), за рік : 1146 мм. Джерело: |                       |                       |                       |                       |                       |                       |                       |                       |                       |                       |                       |

## Населення
Населення Сендвіка, станом на 2011 рік, налічувало 970 осіб.
| 1931   | 1961 | 1971 | 1981   | 1991   | 2001 | 2011 |
| ------ | ---- | ---- | ------ | ------ | ---- | ---- |
| 1 507* | 761  | 710  | 1 303* | 1 352* | 774  | 970  |

* — у даних за 1931, 1981 та 1991 роки у чисельність населення Сендвіка віднесено й населення села Каннінґсбурґ.

## Інфраструктура
У Сендвіку діє середня школа «Sandwick Junior High School», поштове відділення, соціальний клуб, молодіжний громадський центр та готель «Урка-Бей». У селі також є сучасний критий басейн «South Mainland» та футбольне поле.

## Спорт
У Седвіку є ФК «Несс Юнайтед», аматорська футбольна команда, кота виступає у змаганнях які проводить Шетландська футбольна асоціація (Прем'єр-ліга «Океан Кінетик») та Шетландська молодіжна асоціація футболу.

## Відомі люди
- Томас Меттью Фінлі[en] (1879-1954) — шотландський геолог та палеонтолог[10].

## Світлини

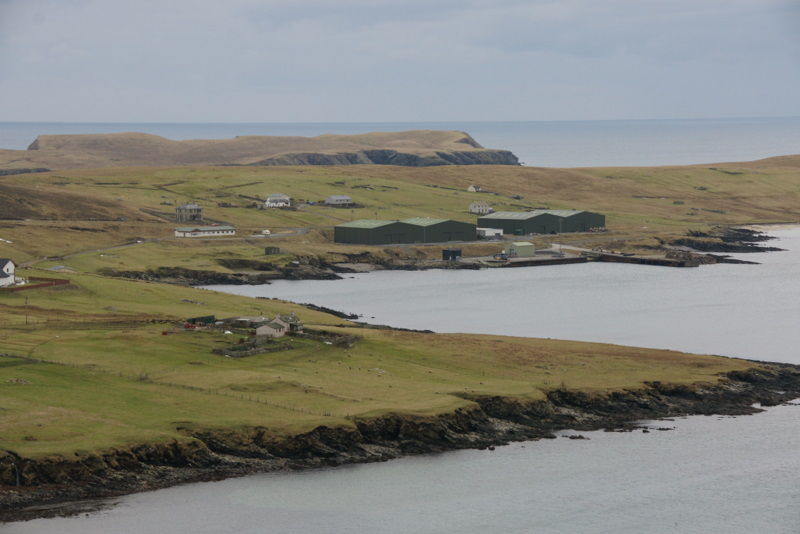
Бравніс-Таінґ
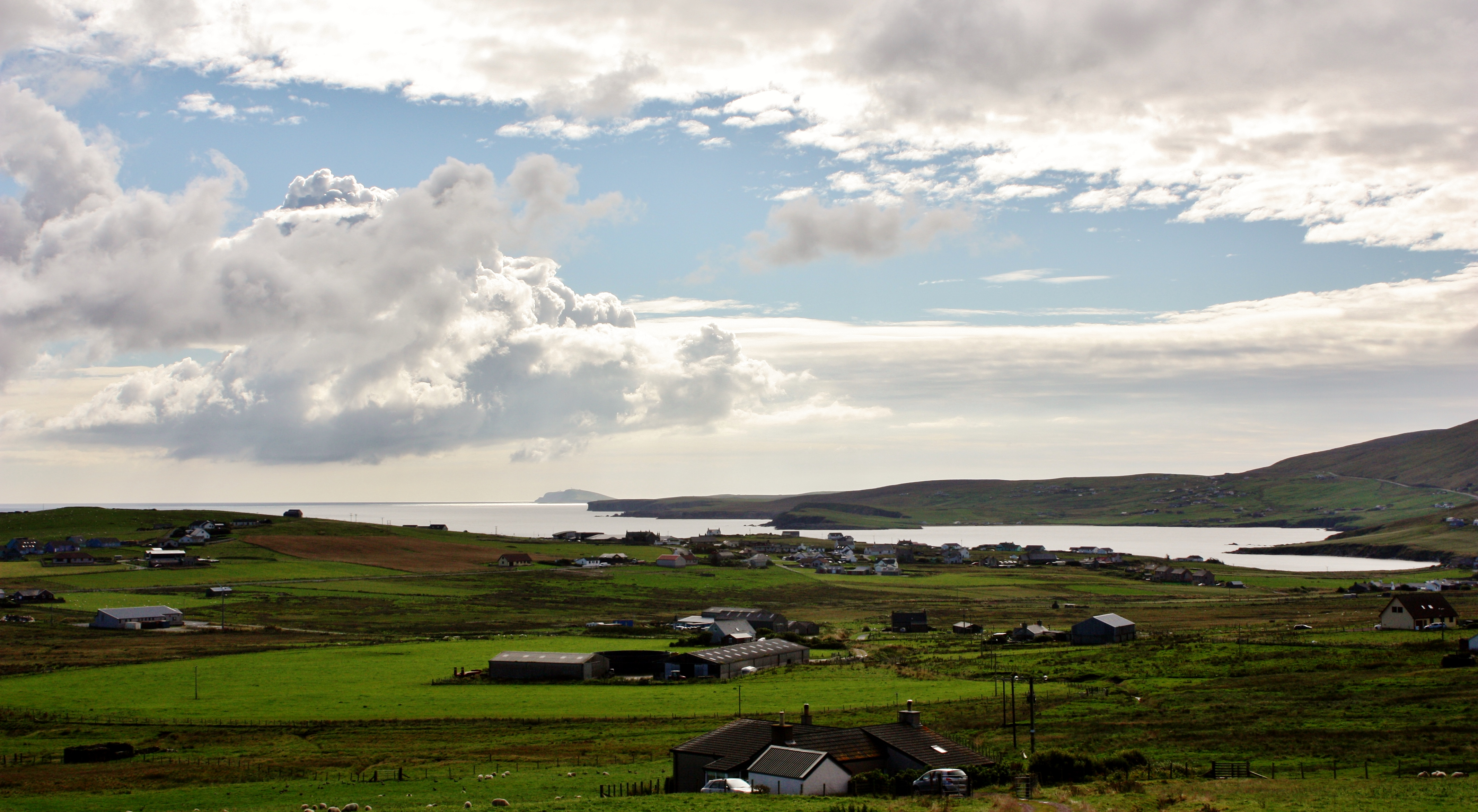
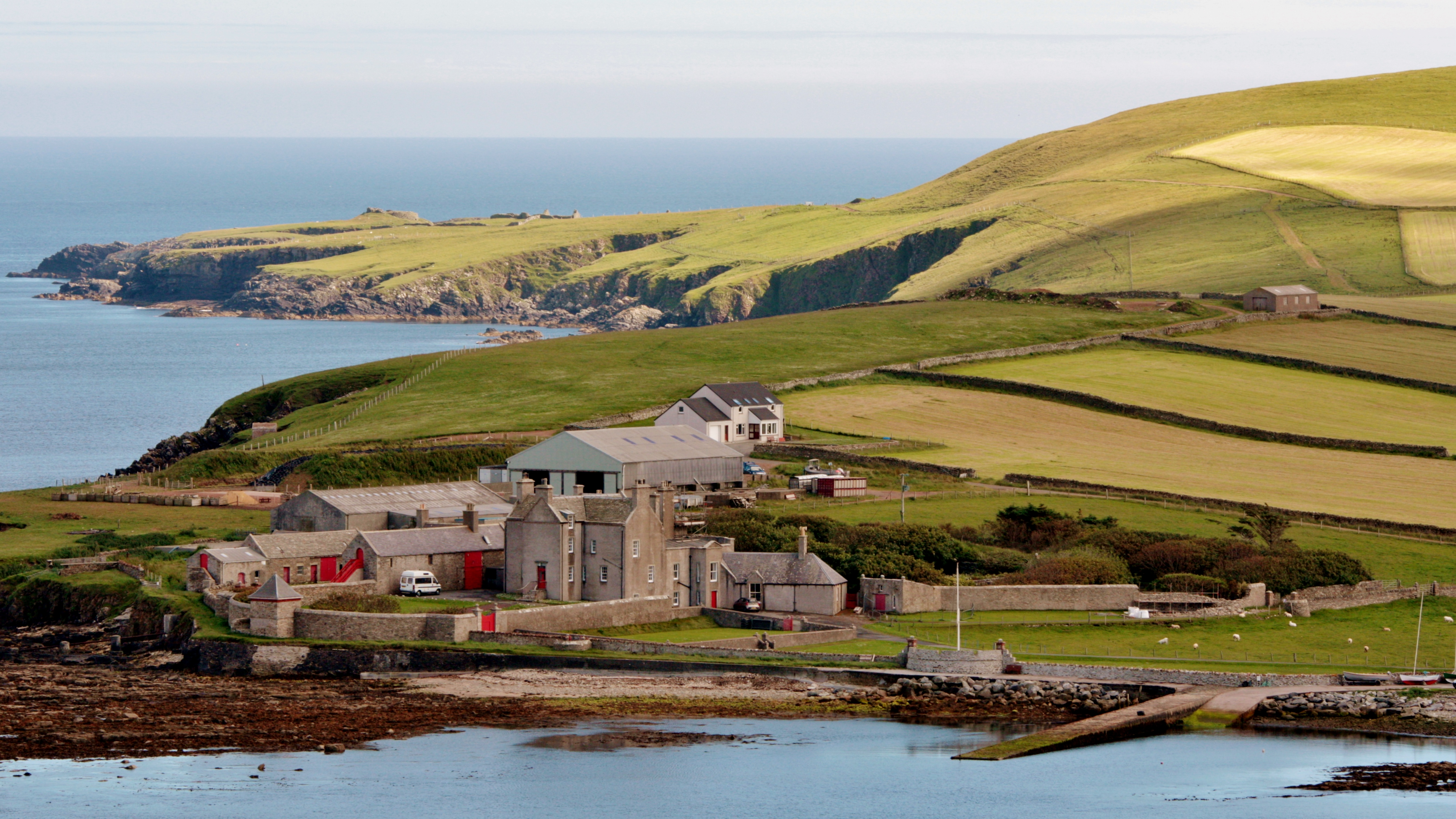
Сенд-Лодж, садиба кінці XVIII століття